# Jürgen Knobloch
Jürgen Knobloch (* 10. Mai 1944 in Leslau im annektierten Warthegau in Polen; † 13. November 2008 in Tübingen) war Professor für Mikrobiologie und Tropenmedizin und geschäftsführender Direktor am Institut für Tropenmedizin des Universitätsklinikums Tübingen.

## Leben
Knobloch begann 1950 seine Schulausbildung, die er 1963 mit dem Abitur beendete. Darauf folgte bis zum Abschluss 1970 ein Medizinstudium. Von 1970 bis 1973 war er als Medizinalassistent sowie Assistenzarzt in verschiedenen Krankenhäusern tätig. In dieser Zeit promovierte er und erhielt seine Approbation. Anschließend war er von 1973 bis 1974 als Betriebsarzt für das Awash-Tendaoh Highway Projekt in Äthiopien. Zu seinen Aufgaben gehörten etwa die Versorgung der europäischen Familien sowie der einheimischen Arbeiter und der sonstigen Bevölkerung. Anschließend kehrte er nach Deutschland zurück, um bis 1981 als Assistenzarzt am Bernhard-Nocht-Institut für Tropenmedizin zu arbeiten. Neben der Krankenbetreuung und der klinischen Forschung betrieb er in dieser Zeit auch Feldforschung für Malaria und vor allem für Ebola und Lassafieber. Für seine Forschungen hielt er sich zeitweilig in Kenia, dem Sudan, Sierra Leone, Liberia und dem Center of Disease Control in den USA auf. 1981 wurde er wissenschaftlicher Angestellter in der Abteilung für Tropenhygiene, Bakteriologie und Serologie des Bernhard-Nocht-Instituts. Dort habilitierte er und erwarb die Lehrberechtigung für medizinische Mikrobiologie und Tropenmedizin.
Am 1. Oktober 1990 wurde er Ordinarius des Instituts für Tropenmedizin am Universitätsklinikum Tübingen und zugleich Ärztlicher Leiter und geschäftsführender Direktor des Instituts. Zugleich war er von 1997 bis 2001 Vorsitzender der Gesellschaft für Tropenmedizin und Internationale Gesundheit; desgleichen bis zu seinem Tode Mitglied der Schutzkommission beim Bundesminister des Innern.
Jürgen Knobloch starb am 13. November 2008 in Tübingen. Er war verheiratet mit Martina Henk.

## Werke
- Tropen- und Reisemedizin, Urban & Fischer Verlag, Jena 1996, ISBN 3-43731-076-3
- Malaria : Grundlagen und klinische Praxis, Uni-Med-Verlag, Bremen 2002, ISBN 3-89599-623-8

| Personendaten    | Personendaten             |
| ---------------- | ------------------------- |
| NAME             | Knobloch, Jürgen          |
| KURZBESCHREIBUNG | deutscher Tropenmediziner |
| GEBURTSDATUM     | 10. Mai 1944              |
| GEBURTSORT       | Włocławek                 |
| STERBEDATUM      | 13. November 2008         |
| STERBEORT        | Tübingen                  |